# Ричково (Алапаєвський міський округ)
Ричко́во (рос. Рычково) — село у складі Алапаєвського міського округу (Верхня Синячиха) Свердловської області.
Населення — 72 особи (2010, 109 у 2002).
Національний склад населення станом на 2002 рік: росіяни — 92 %.